# جودي دوناغي
جودي دوناغي (بالإنجليزية: Judi Donaghy)‏ هي مغنية مؤلفة أمريكية، ولدت في 14 أكتوبر 1960.

## وصلات خارجية
- جودي دوناغي على موقع ميوزك برينز (الإنجليزية)